# Katalin Karády

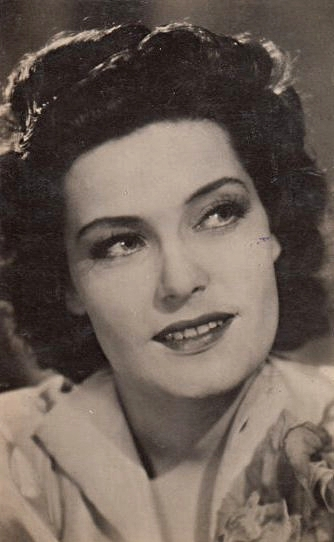
Katalin Karády um 1940

Katalin Karády (anhörenⓘ ursprünglich Kanczler, ungarische Namensform Karády Katalin, ˈkɒraːdi ˈkɒtɒlin) (* 8. Dezember 1910 in Budapest, Österreich-Ungarn; † 8. Februar 1990 in New York City) war eine ungarische Schauspielerin und Sängerin. Sie gilt als der berühmteste weibliche Filmstar im Ungarn der 1940er Jahre.

## Leben
Karády stammte aus kleinsten Verhältnissen im proletarischen Budapester Vorort Kőbánya. Ihr Vater, ein Schuster, galt als aggressiver Haustyrann. Katalin Karády besuchte zunächst eine Handelsschule. Nach einer gescheiterten Ehe mit einem erheblich älteren Mann wandte sie sich der Schauspielerei zu und trat in den Budapester Theatern Vígszínház und Pesti színház auf. Schließlich festigten ihre 20 zwischen 1939 und 1948 gedrehten großen Spielfilme Karádys Ruhm als Femme fatale mit faszinierender erotischer Ausstrahlung, welche noch durch ihre ausdrucksstarke Altstimme unterstrichen wurde, die der Stimme einer Zarah Leander oder Marlene Dietrich ebenbürtig war. Ein häufiger Filmpartner von ihr war Pál Jávor, das größte männliche Sexsymbol des ungarischen Films in diesen Jahren.
Karádys eigentliche Karriere endete schon 1944, als sie am 18. April 1944 von der Gestapo festgenommen, misshandelt und mehrere Monate lang inhaftiert wurde. Schon vorher hatten Pfeilkreuzler die Konzerte des als zu „judenfreundlich“ geltenden Stars gestört. Nach dem Krieg drehte Karády nur noch einen einzigen Film (1948) und emigrierte 1951 nach Brasilien. Ab 1977 lebte sie in New York, wo sie sich als Hutmacherin durchgeschlagen haben soll. Aufforderungen zu einer Rückkehr schlug sie konsequent aus.
Sie starb 1990 in New York. Ihr Leichnam wurde nach Ungarn überführt und auf dem Budapester Farkasréti-Friedhof bestattet.
2004 wurde sie von der Gedenkstätte Yad Vashem mit dem Titel Gerechte unter den Völkern geehrt.

## Wirkung

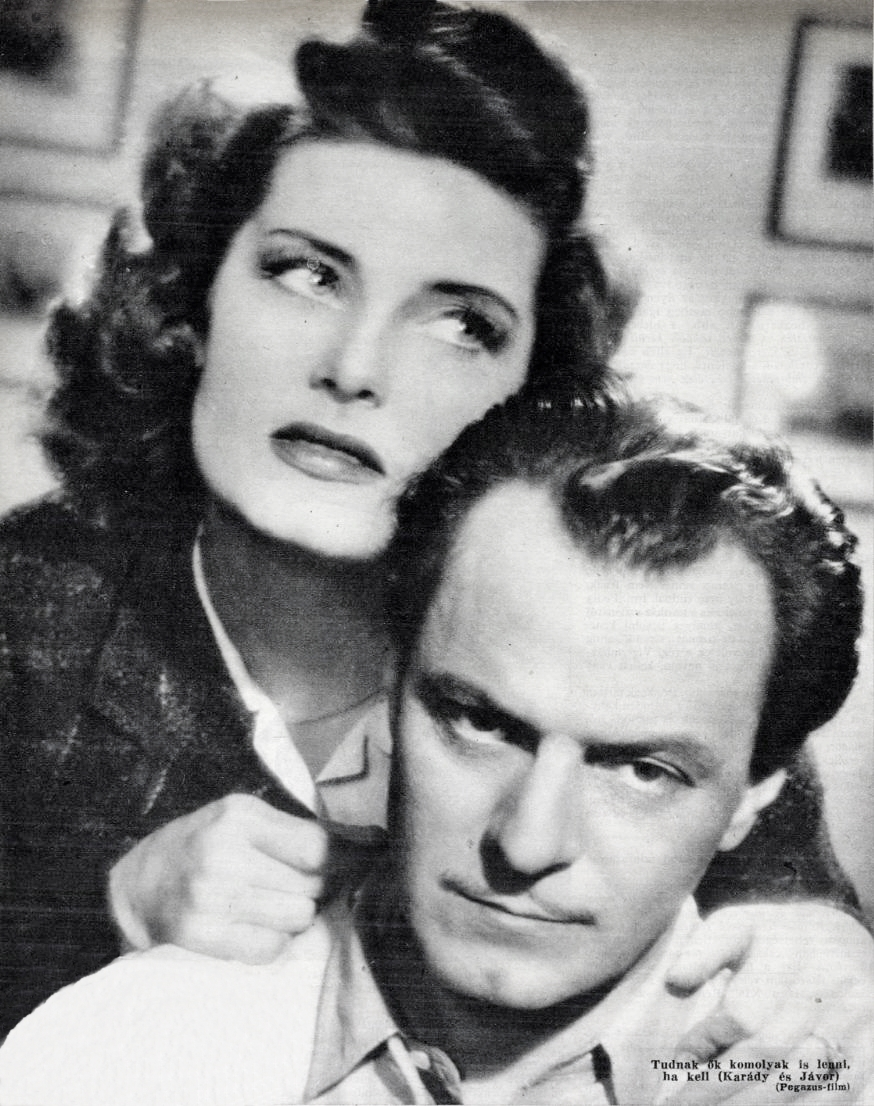
Katalin Karády und Pál Jávor im Film Egy tál lencse (Das Linsengericht), 1941.

Karády galt als wahrer Shooting Star: Bereits ihre erste Filmrolle in dem Melodram Halálos tavasz 1939 machte sie zum Star. Nach ihrer Emigration rund um die Machtübernahme der Kommunisten im Land fiel sie zunächst in der Heimat in Ungnade, die jüngere Generation der 1950er-70er Jahre kannte sie nicht mehr. Erst ab Anfang der 1980er Jahre wurden ihre Schlager und Filme in Ungarn wiederentdeckt, insbesondere durch das Album Sohase mondd (1982) der Sängerin und Schauspielerin Judit Hernádi, die darin der Attitüde und dem Gesangsstil Karády Hommage erwies. Das Lebensschicksal der Schauspielerin wurde 2001 von Péter Bacsó unter dem Titel Hamvadó cigarettavég (In Asche verfallendes Zigarettenende) verfilmt.

## Filme (Auswahl)
- 1939: Halálos tavasz (Tödlicher Frühling)
- 1941: Egy tál lencse (Das Linsengericht)
- 1941: A szűz és a gödölye (Die Jungfrau und das Kitz)
- 1943: Ópiumkeringő (Opiumwalzer)
- 1943: Külvárosi őrszoba (Polizeistation in der Vorstadt)
- 1944: Szováthy Éva (Éva Szováthy)
- 1944: Valamit visz a víz (Etwas schwimmt im Wasser)
- 1949: Forró mezôk (Heiße Wiesen)